# Łukasz Swodczyk
Łukasz Swodczyk (ur. 1 czerwca 1990 w Białej) – polski siatkarz, grający na pozycji środkowego. 

## Życiorys
Od 2008 roku występował w Norwidzie Częstochowa, zaś w latach 2011–2014 był siatkarzem AZS Opole. W 2014 roku ukończył Politechnikę Opolską na kierunku wychowanie fizyczne. Po zakończeniu studiów został zawodnikiem Warty Zawiercie. Z klubem tym w 2017 roku awansował do PlusLigi. W najwyższej polskiej klasie rozgrywkowej zadebiutował 1 października 2017 roku w spotkaniu z ZAKSA Kędzierzyn-Koźle.
Jego rodzice – Anna i Jacek – uprawiali lekkoatletykę.

## Sukcesy klubowe
I liga:
- 2017, 2024[8], 2025[9]
- 2022[10], 2023[11]